# 奥尔维尼奥
奥尔维尼奥（義大利語：Orvinio），是意大利列蒂省的一个市镇。总面积24.55平方公里，人口469人，人口密度19.1人/平方公里（2009年）。ISTAT代码为057047。